# Anoeme
Anoeme is een kevergeslacht uit de familie van de boktorren (Cerambycidae). De wetenschappelijke naam van het geslacht werd voor het eerst geldig gepubliceerd in 1890 door Gahan.

## Soorten
Anoeme omvat de volgende soorten:
- Anoeme aethiopica Adlbauer, 2006
- Anoeme andrewesi Gahan, 1906
- Anoeme barrei Bouyer, 2011
- Anoeme flavicornis Villiers, 1968
- Anoeme gahani Jordan, 1894
- Anoeme hassoni Bouyer, 2006
- Anoeme morettoi Bouyer, 2011
- Anoeme nigrita (Chevrolat, 1855)
- Anoeme vingerhoedti Bouyer, 2006